# Peribaea ussuriensis
Peribaea ussuriensis là một loài ruồi trong họ Tachinidae.